# Bernartice (ort i Tjeckien, Olomouc)
Bernartice är en ort i Tjeckien.   Den ligger i regionen Olomouc, i den östra delen av landet, 190 km öster om huvudstaden Prag. Bernartice ligger 253 meter över havet och antalet invånare är 913.
Terrängen runt Bernartice är platt åt nordost, men åt sydväst är den kuperad.Runt Bernartice är det ganska glesbefolkat, med 42 invånare per kvadratkilometer. Närmaste större samhälle är Jeseník, 19,9 km sydost om Bernartice. Trakten runt Bernartice består till största delen av jordbruksmark.